# Louis-Antoine de Noailles
Louis-Antoine de Noailles (Cros-de-Montvert, 27 maggio 1651 – Parigi, 4 maggio 1729) è stato un cardinale e arcivescovo cattolico francese, nominato da papa Innocenzo XII.

## Biografia
Louis-Antoine de Noailles nacque nel Castello di Pénières presso Cros-de-Montvert il 27 maggio 1651, figlio del I duca de Noailles, capitano generale del Roussillon, e di Louise Boyer, dama di compagnia della regina Anna d'Austria.
Frequentò il Collège du Plessis di Parigi ove si diplomò in teologia, laureandosi il 14 marzo 1676 alla Sorbona di Parigi, sempre in teologia.
Ordinato sacerdote l'8 giugno 1675, ottenne subito l'Abbazia di Aubrac nella diocesi di Rodez in commenda.
Eletto vescovo di Cahors il 17 marzo 1679 venne consacrato il 18 giugno di quell'anno nella chiesa di Saint-Antoine-des-Champs a Parigi per mano di François de Harlay de Champvallon, arcivescovo di Parigi, assistito da Dominique de Ligni, vescovo di Meaux, e da Hardouin de La Hoguette, vescovo di Saint-Brieuc. Trasferito alla sede episcopale di Châlons dal 17 marzo 1681, accettò tale incarico su espresso ordine di papa Innocenzo XI. Entrato nella parìa di Francia, venne promosso alla sede metropolitana di Parigi dal 19 settembre 1695.
Creato cardinale presbitero nel concistoro del 21 giugno 1700, fu Presidente dell'Assemblea Generale del Clero francese e partecipò al conclave che proprio nell'anno 1700 elesse papa Clemente XI. Il 3 gennaio 1701 ricevette la berretta cardinalizia ed il titolo di Santa Maria sopra Minerva e nel 1704 divenne priore di Navarra.
Rettore della Sorbona dal 1710, divenne decano onorario della facoltà di legge del medesimo ateneo. Opposto al quietismo, successivamente si schierò contro la bolla Unigenitus pur non dichiarandosi giansenista. Dopo questo scontro con la Santa Sede, Luigi XIV di Francia gli proibì di comparire a corte dal 1714, ma venne richiamato da suo nipote Luigi XV di Francia alla morte del precedente monarca nel 1715. Egli non prese parte al conclave del 1721 che elesse papa Innocenzo XIII e nemmeno a quello del 1724 che elesse papa Benedetto XIII.
Alcuni mesi prima della sua morte, l'11 ottobre 1728, decise di ritrattare le proprie posizioni in materia teologia ed accettò la bolla Unigenitus, rientrando ufficialmente in comunione con la Chiesa di Roma dall'8 novembre di quell'anno. Optò quindi per il titolo di San Sisto dal 3 marzo 1729.
Morì a Parigi il 4 maggio 1729. Le sue spoglie vennero esposte nella cattedrale di Notre Dame e sepolte nella cappella dei Sette Dolori, in un monumento realizzato dallo scultore Dechaume.

## Genealogia episcopale e successione apostolica
La genealogia episcopale è:
- Cardinale Guillaume d'Estouteville, O.S.B.Clun.
- Papa Sisto IV
- Papa Giulio II
- Cardinale Raffaele Sansone Riario
- Papa Leone X
- Papa Paolo III
- Cardinale Francesco Pisani
- Cardinale Alfonso Gesualdo di Conza
- Papa Clemente VIII
- Cardinale Pietro Aldobrandini
- Cardinale Laudivio Zacchia
- Cardinale Antonio Barberini, O.F.M.Cap.
- Cardinale Nicolò Guidi di Bagno
- Arcivescovo François de Harlay de Champvallon
- Cardinale Louis-Antoine de Noailles

La successione apostolica è:
- Vescovo Jean-Hervé Bazan de Flamanville (1696)
- Vescovo Joseph-Ignace de Foresta Collonge (1696)
- Vescovo Gaston-Jean-Baptiste-Louis de Noailles (1696)
- Vescovo Jean Soanen, C.O.I. (1696)
- Vescovo David-Nicolas Bertier (1697)
- Vescovo Ludovicus Quémeneur (1698)
- Vescovo Antoine Girard de La Bornat (1698)
- Vescovo Jean-François Salgues de Valderies de Lescure (1699)
- Cardinale André-Hercule de Fleury (1699)
- Vescovo Vincent-François des Maretz (1702)
- Vescovo Jean-Claude de La Poype de Vertrieu (1702)
- Arcivescovo François-Elie de Voyer de Paulmy d'Argenson (1703)
- Vescovo Charles-Marin Labbé, M.E.P. (1704)
- Vescovo François de Nettancourt d'Haussonville de Vaubecourt (1704)
- Vescovo François Hébert (1704)
- Vescovo Louis-Daniel-Gabriel de Pestel de Levis de Trubières de Caylus (1705)
- Vescovo Louis Frétat de Boissieu (1705)
- Vescovo François de Madot (1705)
- Vescovo Jean de Catelan (1706)
- Vescovo Michel Poncet de la Rivière (1706)
- Vescovo François-Gaspard de La Mer de Matha (1707)
- Vescovo François Gaspard de Grammont (1707)
- Vescovo André Dreuilhet (1708)
- Vescovo Ennemond Allemand de Montmartin (1708)
- Vescovo Pierre de Baglion de la Salle de Saillant (1708)
- Vescovo Bernard-François de Poudenx de Castillon (1708)
- Vescovo Gatien de Galiczon (1708)
- Vescovo Henri-François-Xavier de Belzunce de Castelmoron (1710)
- Vescovo Charles-François des Monstiers de Mérinville (1710)
- Vescovo Dominique-Barnabé Turgot de Saint-Clair (1710)
- Vescovo Jean Le Normand (1710)
- Vescovo Charles-Alexandre Le Filleul de La Chapelle (1711)
- Vescovo Jules-César Rousseau de La Parisière (1711)
- Vescovo Charles-François d'Hallencourt de Dromesnil (1711)
- Vescovo Henri-Augustin Le Pileur (1711)
- Vescovo Antoine Fagon (1712)
- Vescovo Christophe-Louis Turpin de Crissé de Sanzay (1712)
- Vescovo Jean du Dousset (1712)
- Arcivescovo Louis-François-Gabriel de Hénin-Liétard (1713)
- Vescovo François-Honoré de Beauvillier de Saint-Aignan (1713)
- Vescovo Louis-Baltasar Phélypeaux d'Herbault (1713)
- Vescovo François-Firmin Trudaine (1714)
- Vescovo Jean-Armand de La Voue de Tourouvre (1718)
- Vescovo Louis de Balzac d'Illiers d'Entragues (1718)
- Vescovo Jacques-Bénigne Bossuet (1718)
- Arcivescovo Armand-Pierre de la Croix de Castries (1719)
- Vescovo François-Armand de Lorraine d'Armagnac (1719)
- Vescovo Anne-François-Guillaume du Cambout-Beçay (1719)
- Vescovo Charles-Guillaume de Maupeou (1721)

## Ascendenza
|                                                     |                                     |                                                                    | Genitori                                           |  |  | Nonni |  |  | Bisnonni                        |  |  | Trisnonni                    |  |
|                                                     |                                     |                                                                    |                                                    |  |  |       |  |  | Henri de Noailles, conte d'Ayen |  |  | Antoine, I conte de Noailles |  |
|                                                     |                                     |                                                                    |                                                    |  |  |       |  |  | Henri de Noailles, conte d'Ayen |  |  | Antoine, I conte de Noailles |  |
|                                                     |                                     | Jeanne de Gontaut                                                  |                                                    |  |  |       |  |  | Henri de Noailles, conte d'Ayen |  |  |                              |  |
| François de Noailles, conte d'Ayen                  |                                     |                                                                    |                                                    |  |  |       |  |  | Henri de Noailles, conte d'Ayen |  |  |                              |  |
|                                                     |                                     | Jeanne Germaine d'Espagne, signora di Seisses, Lunaguet e Marignac | Jacques Matthieu d'Espagne, signore di Panassac    |  |  |       |  |  |                                 |  |  |                              |  |
|                                                     |                                     | Jeanne Germaine d'Espagne, signora di Seisses, Lunaguet e Marignac | Jacques Matthieu d'Espagne, signore di Panassac    |  |  |       |  |  |                                 |  |  |                              |  |
|                                                     |                                     | Jeanne Germaine d'Espagne, signora di Seisses, Lunaguet e Marignac | Catherine de Narbonne, signora di Biars            |  |  |       |  |  |                                 |  |  |                              |  |
| Anne, I duca di Noailles                            |                                     | Jeanne Germaine d'Espagne, signora di Seisses, Lunaguet e Marignac |                                                    |  |  |       |  |  |                                 |  |  |                              |  |
|                                                     |                                     | Antoine, barone di Roquelaure                                      | Gérard, signore di Roquelaure                      |  |  |       |  |  |                                 |  |  |                              |  |
|                                                     |                                     | Antoine, barone di Roquelaure                                      | Gérard, signore di Roquelaure                      |  |  |       |  |  |                                 |  |  |                              |  |
|                                                     |                                     | Antoine, barone di Roquelaure                                      | Catherine de Bezolles                              |  |  |       |  |  |                                 |  |  |                              |  |
| Rose de Roquelaure                                  |                                     | Antoine, barone di Roquelaure                                      |                                                    |  |  |       |  |  |                                 |  |  |                              |  |
|                                                     |                                     | Catherine d'Ornezan, signora d'Aurade                              | Jean Claude d'Ornezan, barone d'Aurade             |  |  |       |  |  |                                 |  |  |                              |  |
|                                                     |                                     | Catherine d'Ornezan, signora d'Aurade                              | Jean Claude d'Ornezan, barone d'Aurade             |  |  |       |  |  |                                 |  |  |                              |  |
|                                                     |                                     | Catherine d'Ornezan, signora d'Aurade                              | Brunette de Cornil, signora d'Armac                |  |  |       |  |  |                                 |  |  |                              |  |
| Louis-Antoine de Noailles                           |                                     | Catherine d'Ornezan, signora d'Aurade                              |                                                    |  |  |       |  |  |                                 |  |  |                              |  |
|                                                     | Pierre Boyer, signore di Courcelles | Martin Boyer                                                       |                                                    |  |  |       |  |  |                                 |  |  |                              |  |
|                                                     | Pierre Boyer, signore di Courcelles | Martin Boyer                                                       |                                                    |  |  |       |  |  |                                 |  |  |                              |  |
|                                                     | Pierre Boyer, signore di Courcelles | Barbe Michon                                                       |                                                    |  |  |       |  |  |                                 |  |  |                              |  |
| Antoine Boyer, signore di Sainte-Geneviève-des-Bois | Pierre Boyer, signore di Courcelles |                                                                    |                                                    |  |  |       |  |  |                                 |  |  |                              |  |
|                                                     |                                     | Marie Guyot                                                        | Claude Guyot, signore di Charmeaux                 |  |  |       |  |  |                                 |  |  |                              |  |
|                                                     |                                     | Marie Guyot                                                        | Claude Guyot, signore di Charmeaux                 |  |  |       |  |  |                                 |  |  |                              |  |
|                                                     |                                     | Marie Guyot                                                        | Marie Fraguier                                     |  |  |       |  |  |                                 |  |  |                              |  |
| Louise Boyer                                        |                                     | Marie Guyot                                                        |                                                    |  |  |       |  |  |                                 |  |  |                              |  |
|                                                     |                                     | Adrien de Wignacourt, signore di Lits                              | Jean de Wignacourt, signore di Lits                |  |  |       |  |  |                                 |  |  |                              |  |
|                                                     |                                     | Adrien de Wignacourt, signore di Lits                              | Jean de Wignacourt, signore di Lits                |  |  |       |  |  |                                 |  |  |                              |  |
|                                                     |                                     | Adrien de Wignacourt, signore di Lits                              | Marie de la Porte de Vezins                        |  |  |       |  |  |                                 |  |  |                              |  |
| Françoise de Wignacourt                             |                                     | Adrien de Wignacourt, signore di Lits                              |                                                    |  |  |       |  |  |                                 |  |  |                              |  |
|                                                     |                                     | Louise de Saint-Périer, signora di Balloy                          | Jacques de Saint-Périer                            |  |  |       |  |  |                                 |  |  |                              |  |
|                                                     |                                     | Louise de Saint-Périer, signora di Balloy                          | Jacques de Saint-Périer                            |  |  |       |  |  |                                 |  |  |                              |  |
|                                                     |                                     | Louise de Saint-Périer, signora di Balloy                          | Louise de Chalesmaison, signora di Gravon e Balloy |  |  |       |  |  |                                 |  |  |                              |  |
|                                                     |                                     | Louise de Saint-Périer, signora di Balloy                          |                                                    |  |  |       |  |  |                                 |  |  |                              |  |